# Зиггельков
Зиггельков (нем. Siggelkow) — община в Германии, в земле Мекленбург-Передняя Померания.
Входит в состав района Пархим. Подчиняется управлению Эльденбург Любц.  Население составляет 924 человека (на 31 декабря 2010 года). Занимает площадь 54,85 км².
Коммуна подразделяется на 5 сельских округов.